# Grand planétarium Zeiss de Berlin
Le grand planétarium Zeiss de Berlin, en Allemagne a ouvert ses portes en octobre 1987 et est l'un des plus modernes d'Europe. Situé dans le parc Ernst-Thälmann, le planétarium accueille également le musée de la Technique de Berlin.  
Le planétarium est construit en 1987. L'architecte est Gertrud Schille. La coupole a un diamètre de 23 m.
Le planétarium est équipé d'un projecteur planétaire Universarium IX de Carl Zeiss commandé par ordinateur.
Il permet la représentation d'un ciel de plus de 9 000 étoiles, ainsi qu'une projection d'une multiplicité de phénomènes astronomiques du passé, du présent et du futur. 
Le projecteur planétaire est posé sur une plate-forme mobile qui peut être descendue en sous-sol.
Cela permet l'usage du hall à d'autres fins, telles que des séances de cinéma, de spectacles de musique, des projections de dias, spectacles de laser...  
La salle du planétarium compte 292 places, la salle de cinéma peut accueillir 160 personnes.
Environ 90 000 personnes visitent chaque année le planétarium.